# Ford AU Falcon
La Ford AU Falcon è la prima versione della sesta generazione della Falcon australiana, entrata in produzione nel 1998. Rispetto alla precedente EL compie un notevole passo avanti in fatto di originalità stilistica, fattore che sarà il principale motivo dello scarso gradimento da parte del pubblico australiano, abituato a vetture dallo stile principalmente conservatore.
Esce di produzione alla fine del 2002 sostituita dalla più tradizionale (esteticamente) Ford BA Falcon.

## Storia

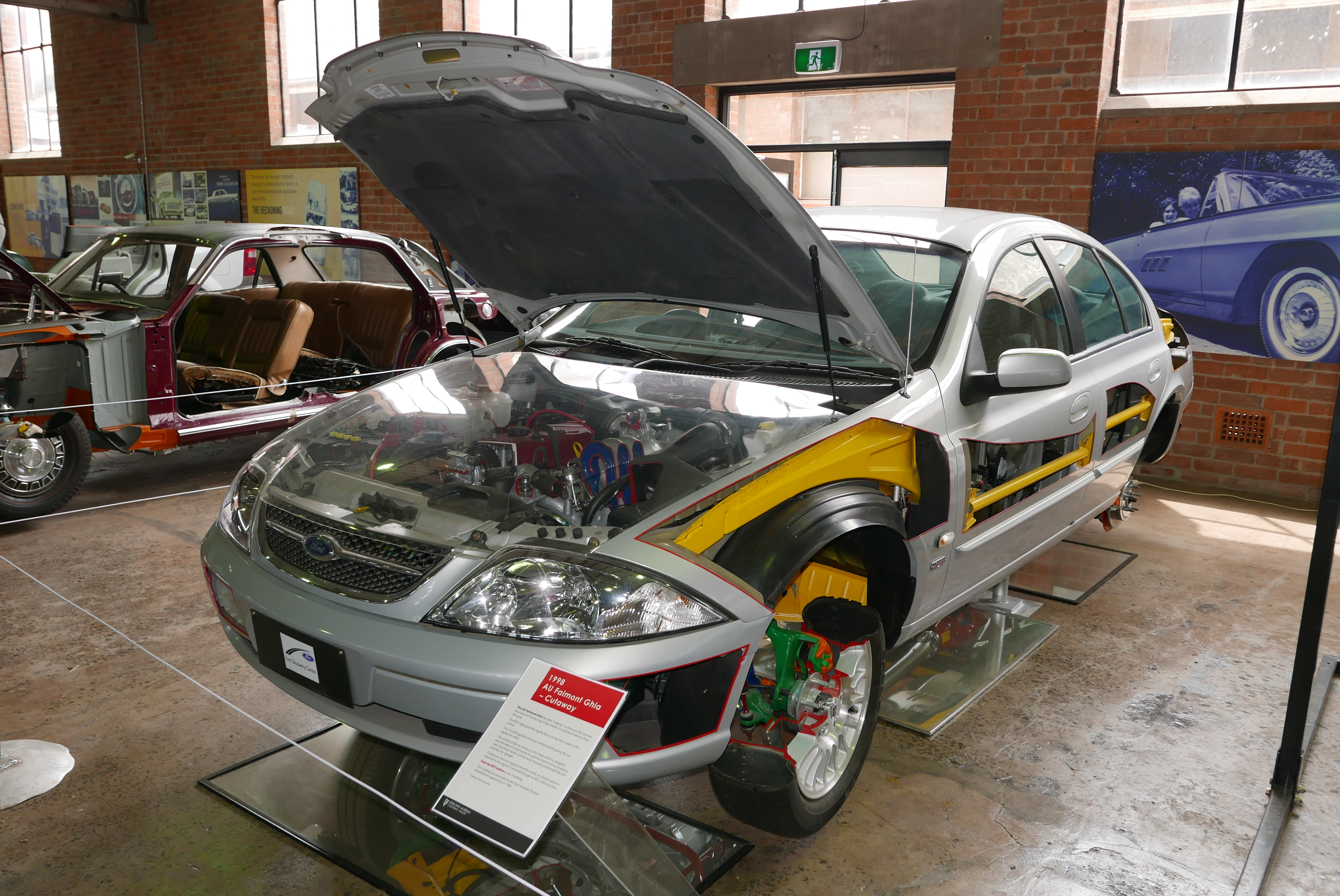
Spaccato di una AU Falcon Fairmont Ghia

La serie AU è stata nota come "progetto Eagle", progetto iniziato nel febbraio 1993 ed ha guadagnato il nome in codice ufficiale "EA169" nel mese di ottobre 1994. La Ford AU Falcon è stata presentata ed ha debuttato sul mercato australiano nel 1998, solo dopo che la Ford in Australia aveva valutato varie alternative, come ristilizzare profondamente la precedente generazione, o importare la berlina a trazione anteriore americana Ford Taurus o la berlina a trazione posteriore americana Ford Crown Victoria oppure la berlina a trazione posteriore europea Ford Scorpio oppure modificare la berlina giapponese, anch'essa a trazione posteriore, Mazda 929 (Mazda allora faceva parte del gruppo Ford). Ultima scelta era invece quella di creare un nuovo modello da zero, scelta che diventò poi quella definitiva. Per il progetto Ford spese ben 700 milioni di dollari australiani.
Rispetto al modello uscente, la nuova Falcon era di 35 kilogrammi (75 libbre) più leggera, aveva una scocca più rigida del 17,5% e dei consumi migliorati dell'8%. Il pianale della Falcon AU, usato anche per le serie successive BA e BF, era un profondissimo aggiornamento di quello del modello precedente.  La Falcon ha utilizzato come caratteri per i badge posterior Falcon e Futura gli stessi usati negli anni Cinquanta dai modelli del marchio.

## Attività sportiva
L'AU Falcon venne impiegata nel campionato australiano V8 Supercar del 2000 in versione XR8. Era equipaggiata con un propulsore OHV Windsor SVO V8 302 dalla potenza di 610 CV e coppia di 635 Nm. Pilotata da Glenn Seton, ha ottenuto cinque podi e si è classificata quinta nella classifica finale del campionato.